# Primark
Primark è un'azienda irlandese specializzata nella vendita di abbigliamento e appartiene alla Associated British Foods. Opera in Austria, Belgio, Francia, Germania, Irlanda (con marchio Penneys), Paesi Bassi, Portogallo, Regno Unito, Spagna, Stati Uniti d'America, Italia e Slovenia..

## Storia
Il primo negozio Primark, ancora in funzione, venne aperto da Arthur Ryan nel giugno 1969 a Dublino, in Mary Street, con il marchio Penneys. Dopo il successo riscosso in Irlanda, avvenne l'espansione nel vicino Regno Unito, dove nel 1971 venne aperto un grande negozio a Belfast, per successivamente espandersi con quattro ulteriori negozi in Inghilterra nel 1973. In Irlanda l'azienda opera con il nome originale Penneys, mentre per l'estero ha inventato un nuovo nome, Primark, poiché era già esistente la catena di grandi magazzini J. C. Penney, con marchio registrato.
L'azienda si espanse rapidamente nel Regno Unito a metà degli anni 2000. Nel 2005 ha acquistato i negozi al dettaglio Littlewoods per  409 milioni di sterline, mantenendo 40 dei 119 negozi e vendendo il resto. Nel maggio 2006 il primo negozio Primark in Europa continentale ha aperto a Madrid. Nel dicembre 2008 ha aperto nei Paesi Bassi, quindi in Portogallo, Germania e Belgio nel 2009. L'apertura del primo negozio in Austria è avvenuta il 27 settembre 2012, a Innsbruck. Sono seguiti poi le aperture in Francia nel 2013, a Marsiglia, e in Italia nel 2016. Nel 2015 è stata la volta degli Stati Uniti con il primo negozio a Downtown Crossing, Boston, nella posizione che un tempo era il flagship store di Filene's, in seguito a New York, Filadelfia e Danbury.
Dopo 10 anni di costruzione di una catena di circa 40 negozi in Spagna, Primark ha aperto un altro negozio a Madrid nell'ottobre 2015, il secondo più grande della catena. Nel luglio 2018 ha aperto il negozio più grande della catena a Birmingham l'11 aprile 2019, occupando l'ex centro commerciale Pavilions. Il 13 giugno 2019 si è espansa in Slovenia con un negozio a Lubiana. Ha firmato un contratto di locazione per i suoi primi negozi a Varsavia, Praga e Bratislava.
Nel luglio 2019 Primark ha annunciato la sua espansione nel MidWest del mercato statunitense, a Chicago, con un negozio su tre livelli a State Street. Il 23 marzo 2020, la società ha annunciato la temporanea chiusura di 189 negozi nel Regno Unito a causa della domanda diminuita per l'epidemia di COVID-19. Il 15 giugno 2020 sono stati riaperti 153 negozi della catena in Inghilterra. Come risultato del blocco, la società ha registrato una perdita di vendita di 430 milioni di sterline. A dicembre 2020, Primark ha dichiarato che perderà ulteriori 220 milioni di sterline, poiché altri negozi sono costretti a chiudere in base a nuove restrizioni per controllare la diffusione del COVID-19 nel Regno Unito. Nel gennaio 2021 questa cifra è stata elevata a oltre 1 miliardo di sterline. 

## Punti vendita

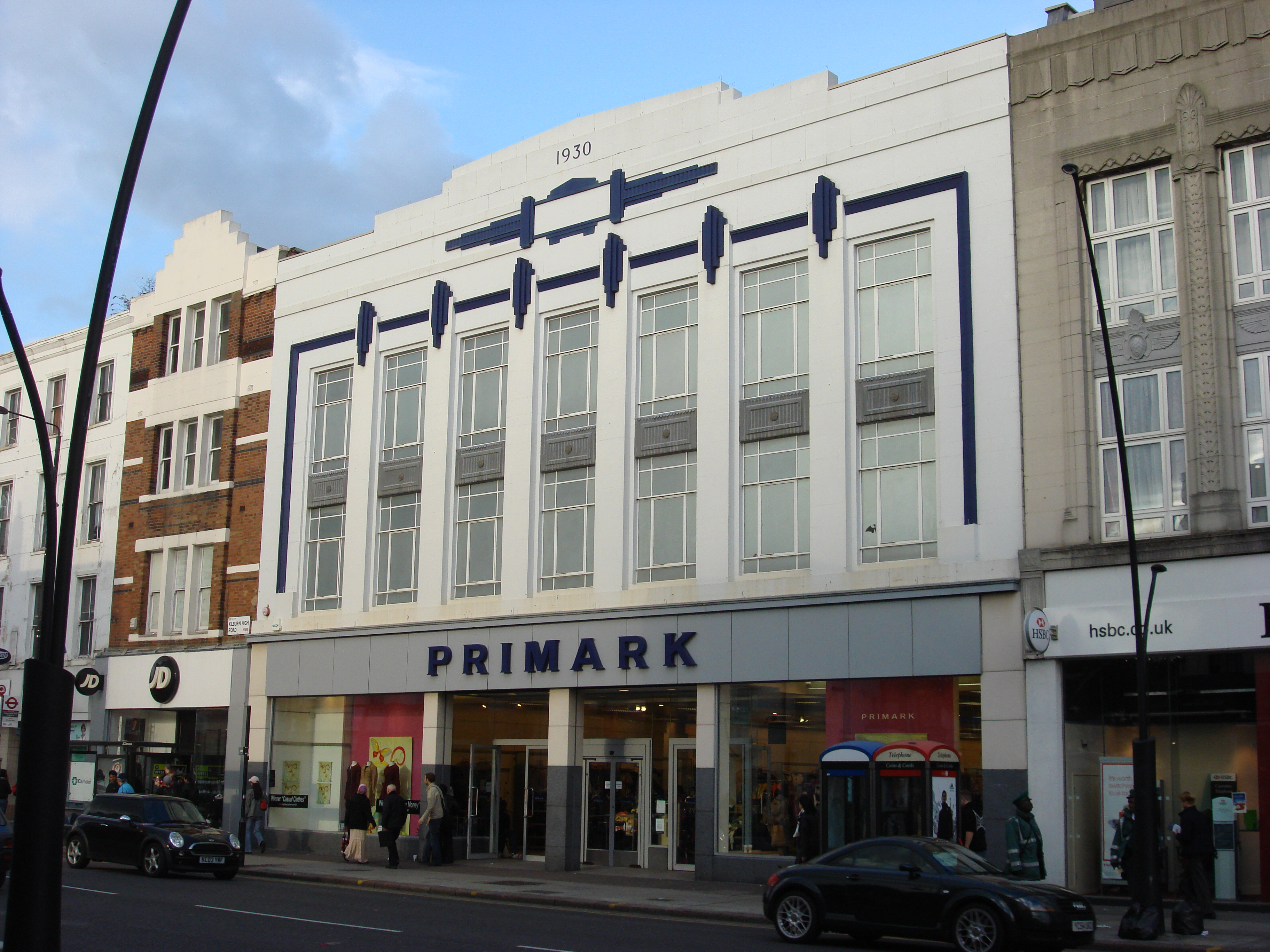
Il negozio di Kilburn a Londra

L'azienda opera prevalentemente nell'Europa occidentale e negli Stati Uniti d'America.
| Paese       | Negozi | Anno |
| ----------- | ------ | ---- |
| Irlanda     | 37     | 1969 |
| Regno Unito | 191    | 1973 |
| Spagna      | 58     | 2006 |
| Paesi Bassi | 20     | 2008 |
| Germania    | 32     | 2009 |
| Portogallo  | 10     | 2009 |
| Belgio      | 8      | 2009 |
| Austria     | 5      | 2012 |
| Francia     | 24     | 2013 |
| Stati Uniti | 21     | 2015 |
| Italia      | 15     | 2016 |
| Slovenia    | 1      | 2019 |
| Polonia     | 4      | 2020 |
| Rep. Ceca   | 2      | 2021 |
| Romania     | 2      | 2022 |
| Slovacchia  | 1      | 2023 |

## Controversie
Nel 2013 a Dacca in Bangladesh avvenne il crollo del Rana Plaza di Savar, dove aveva sede una delle fabbriche tessili a cui la Primark appaltava i suoi lavori; nell'incidente sono morti almeno 1000 operai. A seguito di quanto accaduto, l'associazione Campagna Abiti Puliti ha accusato Primark di non controllare le condizioni di sicurezza delle aziende a cui affidava la gestione dei loro prodotti. Nell'edificio però non operava solo Primark. 
L'edificio, Rana Plaza, era di proprietà di Sohel Rana, ritenuto un membro di spicco della locale Jubo League, l'ala giovanile del partito politico della Lega Popolare Bengalese. La struttura ospitava una serie di fabbriche di abbigliamento che impiegavano circa 5.000 persone, diversi negozi e una banca. Le fabbriche realizzavano abbigliamento per marchi quali: Adler Modemärkte, Auchan, Ascena Retail, Benetton, Bonmarché, Camaïeu, C&A, Cato Fashions, Cropp (LPP), El Corte Inglés, Grabalok, Gueldenpfennig, Inditex (Zara, Bershka, Pull and Bear, Oysho, Stradivarius), Joe Fresh, Kik, Loblaws, Mango, Manifattura Corona, Mascot, Matalan, NKD, Premier Clothing, Primark, Sons and Daughters (Kids for Fashion), Texman (PVT), The Children’s Place (TCP), Walmart e YesZee.